# 何著胜
何著胜（1947年—），辽宁海城人，满族，中华人民共和国政治人物、全国人民代表大会辽宁地区代表。
加入中国共产党。担任后英集团董事长。2008年起担任全国人大代表。2013年，被选为全国人大代表。2016年因涉嫌贿选被认定当选无效。